# سهره عینکی
سهره عینکی (نام علمی: Callacanthis burtoni) گونه‌ای سهره از خانواده سهرگان راستین است که در نواحی معتدل شمالی شبه‌قاره هند، در سراسر افغانستان، هند، نپال و پاکستان یافت می‌شود. زیستگاه طبیعی آن جنگل‌های معتدل با چشم‌انداز سرسبز است.